# Besançonská církevní provincie

Besançonská církevní provincie na mapě Francie

Besançonská církevní provincie je římskokatolickou církevní provincií, ležící v regionech Franche-Comté (v celém) a Lotrinsko (zčásti) ve Francii. V čele provincie stojí arcibiskup–metropolita z Besançonu. Provincie vznikla v průběhu 4. století, kdy bylo biskupství v Besançonu povýšeno na metropolitní arcibiskupství. Současným metropolitou je arcibiskup Jean-Luc Bouilleret. Biskup z Nancy-Toul, nositel titulu primas lotrinský, má některá privilegia jako arcibiskup (např. užívání superhumerálu při mši).

## Historie
V průběhu 4. století byla zřízena besançonská církevní provincie, s verdunskou sufragánní diecézí, která byla založena, stejně jako provincie, ve 4. století.
Do roku 1988 byla součástí provincie i arcidiecéze štrasburská (do roku 1988 diecéze, poté exemptní arcidiecéze podřízená přímo Svatému stolci).

## Členění
Území provincie se člení na šest diecézí:
- Arcidiecéze Besançon, založena ve 2. století, na arcidiecézi povýšena ve 4. století
  - Diecéze Nancy-Toul, primát lotrinska, založena 19. listopadu 1777
  - Diecéze Belfort-Montbéliard, založena 3. listopadu 1979
  - Diecéze Saint-Claude, založena v roce 1742
  - Diecéze Saint-Dié, založena roku 1777
  - Diecéze verdunská, založena ve 4. století